# Skleroblast
Skleroblast, sklerocyt – komórka wytwarzająca nieorganiczne elementy szkieletu gąbek (Porifera) i parzydełkowców (Cnidaria). Skleroblasty gąbek wytwarzają szkielet wapienny (głównie kalcyt, czasem aragonit) i krzemionkowy.